# Шатлет ан Бри
Шатлет ан Бри (фр. Châtelet-en-Brie) је насељено место у Француској у региону Париски регион, у департману Сена и Марна.
По подацима из 2011. године у општини је живело 4413 становника, а густина насељености је износила 194,32 становника/km².

## Демографија
| 1962. | 1968. | 1975. | 1982. | 1990. | 2011. |
| ----- | ----- | ----- | ----- | ----- | ----- |
| 1.170 | 1.208 | 2.193 | 3.724 | 3.980 | 4.413 |